# 上海影视乐园
31°00′45″N 121°18′30″E / 31.0125°N 121.3082°E

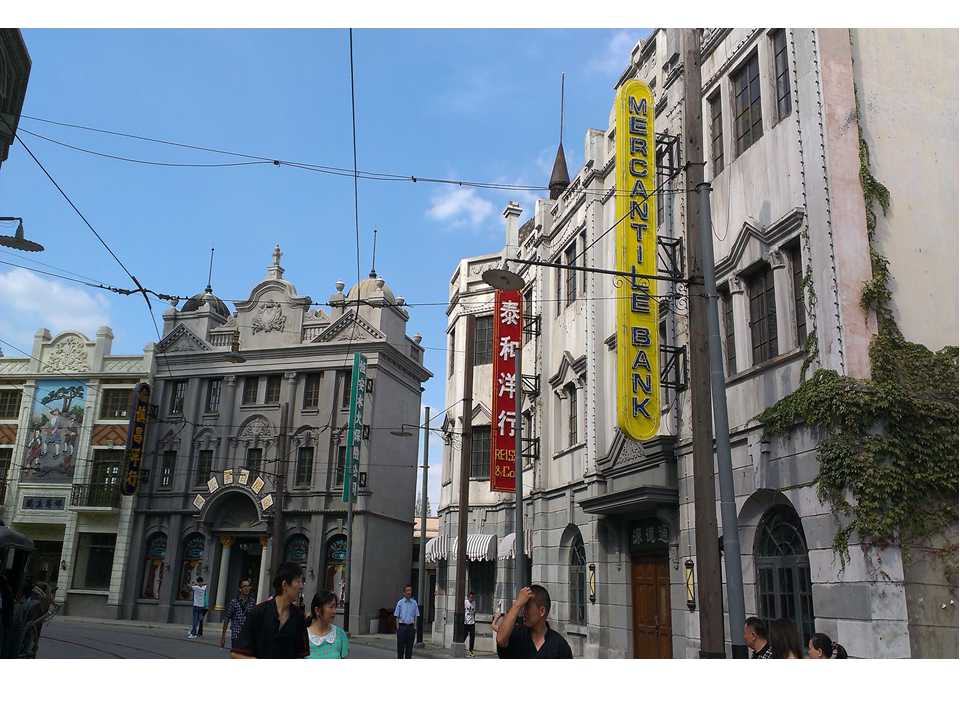
上海影视乐园内部

上海影视乐园又称上海影视摄制基地、车墩影视基地，位于上海市松江区车墩镇北松公路4915号。是上海电影电视（集团）暨上海电影制片厂兴建的影视拍摄基地。
总面积43.3万平方米，规划建筑总面积12.989万平方米。建成4.8万平方米，扩建面积8.189万平方米。影视基地以老上海为主题。2000年，正式对外开放。近年来，因年代剧多在此取景，而为电视观众熟知。2019年开始进行二期拓建。
2024年7月27日，上海影视乐园內的模仿黄河路的拍攝場地对游客开放。该场地是電視劇《繁花》的拍攝片场。